# Instituto de Investigaciones Filológicas
El Instituto de Investigaciones Filológicas (IIFL) es un órgano de investigación perteneciente a la Universidad Nacional Autónoma de México (UNAM), fundado en 1973, dedicado a la investigación filológica de alto nivel en distintas ramas (estudios literarios, estudios clásicos, lingüística hispánica y estudios mayas) y a la difusión y divulgación científicas de las labores que se llevan a cabo al interior de la institución.

## Historia
Los antecedentes del Instituto de Investigaciones Filológicas se encuentran en organismos previos especializados en distintas ramas de la filología. En 1956 fue fundado por Samuel Ramos el Centro de Estudios Literarios; en 1966 fue creado el Centro de Estudios Clásicos (antes Centro de Traductores de Lenguas Clásicas) por Rubén Bonifaz Nuño; el Centro de Lingüística Hispánica fue creado por el Juan M. Lope Blanch en 1967 y en 1970 el Centro de Estudios Mayas por Alberto Ruz Lhuillier.
Posteriormente, por iniciativa de Bonifaz Nuño, se decidió integrar todos estos centros con el propósito de acercar e interrelacionar los estudios de todas las ramas de la filología bajo el supuesto de que la cultura y lengua mexicanas son resultado de la fusión de distintas culturas, creándose formalmente en 1973 el Instituto de Investigaciones Filológicas. De este instituto se crearon poco después dos seminarios, el de Poética y el de Lenguas Indígenas.

## Secciones del Instituto
El Instituto se encuentra dividido en ocho ramas o secciones de investigación, las cuales se encuentran divididas de la siguiente manera:

### Centros
- Centro de Estudios Literarios
- Centro de Estudios Clásicos
- Centro de Lingüística Hispánica "Juan M. Lope Blanch"
- Centro de Estudios Mayas
- Centro de Poética

### Seminarios
- Seminario de Lenguas Indígenas
- Seminario de Ecdótica
- Seminario de Hermenéutica

## Dirección
- Rubén Bonifaz Nuño (1973-1985)[2]
- Elizabeth Luna Traill (1985-1993)
- Fernando Curiel Defossé (1993-2001)
- Mercedes de la Garza Camino (2001-2009)
- Aurelia Vargas Valencia (2009-2013)
- Domingo Alberto Vital Díaz (2013-2015)
- Mario Humberto Ruz Sosa (2015-2020)
- David García Pérez (2020-2024)
- Lilian Álvarez Arellano (2024-presente)